# Ingerophrynus kumquat
Ingerophrynus kumquat es una especie de anfibio de la familia Bufonidae.
Esta especie recién descrita se encuentra en la costa occidental de la península de Malaca. Se conoce sólo a partir de ejemplares recogidos en Sabak Bernam, y las turberas de Selangor, sin embargo es posible que se distribuya por un área más amplia.
Su hábitat natural incluye pantanos de climas subtropicales y tropicales. Está amenazada de extinción.